# Buruan (Penebel)
Buruan is een bestuurslaag in het regentschap Tabanan van de provincie Bali, Indonesië. Buruan telt 1912 inwoners (volkstelling 2010).